# Лігал
Лігал (англ. Legal) — містечко в Канаді, у провінції Альберта, у складі муніципального району Стерджон.

## Населення
За даними перепису 2016 року, містечко нараховувало 1345 осіб, показавши зростання на 9,8%, порівняно з 2011-м роком. Середня густина населення становила 423,4 осіб/км².
З офіційних мов обидвома одночасно володіли 305 жителів, тільки англійською — 1 030, тільки французькою — 10. Усього 30 осіб вважали рідною мовою не одну з офіційних, з них 5 — українську.
Працездатне населення становило 665 осіб (66,5% усього населення), рівень безробіття — 11,3% (15,1% серед чоловіків та 6,8% серед жінок). 94% осіб були найманими працівниками, а 3,8% — самозайнятими.
Середній дохід на особу становив $55 269 (медіана $43 853), при цьому для чоловіків — $74 686, а для жінок $34 955 (медіани — $66 944 та $25 344 відповідно).
31,7% мешканців мали закінчену шкільну освіту, не мали закінченої шкільної освіти — 24,6%, 43,7% мали післяшкільну освіту, з яких 11,5% мали диплом бакалавра, або вищий.
| Статево-вікова структура населення | Статево-вікова структура населення | Статево-вікова структура населення | Статево-вікова структура населення | Статево-вікова структура населення |
| ---------------------------------- | ---------------------------------- | ---------------------------------- | ---------------------------------- | ---------------------------------- |
|                                    |                                    |                                    |                                    |                                    |
| Всього                             | Всього                             | 50,9%49,1%                         |                                    |                                    |
| 0 — 14 років                       | 0 — 14 років                       |                                    | 24,8%                              | 24,8%                              |
| 15 — 64 років                      | 15 — 64 років                      |                                    | 61,9%                              | 61,9%                              |
| 65 і більше                        | 65 і більше                        |                                    | 13,3%                              | 13,3%                              |
| 85 і більше                        | 85 і більше                        |                                    | 1,9%                               | 1,9%                               |
| Середній вік (років)               | Середній вік (років)               | 35,636,6                           | 36,1                               | 36,1                               |
| Медіана (років)                    | Медіана (років)                    | 33,234,7                           | 33,8                               | 33,8                               |
| — чоловіки — жінки                 |                                    |                                    |                                    |                                    |

| Походження мешканців:     | Походження мешканців:     | Походження мешканців: | Походження мешканців: | Походження мешканців: |
| ------------------------- | ------------------------- | --------------------- | --------------------- | --------------------- |
| Походження                |                           |                       | осіб                  | %                     |
| Корінні американці        | Корінні американці        |                       | 220                   | 16.36%                |
| Інше північноамериканське | Інше північноамериканське |                       | 510                   | 37.92%                |
| Європейське               | Європейське               |                       | 1 060                 | 78.81%                |
| британське                | британське                |                       | 650                   | 48.33%                |
| французьке                | французьке                |                       | 510                   | 37.92%                |
| українське                | українське                |                       | 155                   | 11.52%                |
| Латинськоамериканське     | Латинськоамериканське     |                       | 10                    | 0.74%                 |
| Азійське                  | Азійське                  |                       | 15                    | 1.12%                 |

| Зайнятість населення за галузями (за класифікацією NOC): | Зайнятість населення за галузями (за класифікацією NOC): | Зайнятість населення за галузями (за класифікацією NOC): | Зайнятість населення за галузями (за класифікацією NOC): | Зайнятість населення за галузями (за класифікацією NOC): |
| -------------------------------------------------------- | -------------------------------------------------------- | -------------------------------------------------------- | -------------------------------------------------------- | -------------------------------------------------------- |
|                                                          |                                                          |                                                          |                                                          |                                                          |
| Управління                                               | Управління                                               |                                                          | 14,6%                                                    | 14,6%                                                    |
| Бізнес, фінанси та адміністрування                       | Бізнес, фінанси та адміністрування                       |                                                          | 14,6%                                                    | 14,6%                                                    |
| Природничі та прикладні науки                            | Природничі та прикладні науки                            |                                                          | 1,5%                                                     | 1,5%                                                     |
| Охорона здоров'я                                         | Охорона здоров'я                                         |                                                          | 2,3%                                                     | 2,3%                                                     |
| Освіта, правозахист, муніципальні та урядові служби      | Освіта, правозахист, муніципальні та урядові служби      |                                                          | 10,8%                                                    | 10,8%                                                    |
| Мистецтво, культура, відпочинок та спорт                 | Мистецтво, культура, відпочинок та спорт                 |                                                          | 1,5%                                                     | 1,5%                                                     |
| Роздрібна торгівля та послуги                            | Роздрібна торгівля та послуги                            |                                                          | 19,2%                                                    | 19,2%                                                    |
| Гуртова торгівля, транспорт та обладнання                | Гуртова торгівля, транспорт та обладнання                |                                                          | 28,5%                                                    | 28,5%                                                    |
| Природні ресурси, сільське господарство                  | Природні ресурси, сільське господарство                  |                                                          | 5,4%                                                     | 5,4%                                                     |
| Виробництво                                              | Виробництво                                              |                                                          | 3,1%                                                     | 3,1%                                                     |

## Клімат
Середня річна температура становить 2°C, середня максимальна – 21°C, а середня мінімальна – -22,1°C. Середня річна кількість опадів – 476 мм.
| Клімат поселення                              | Клімат поселення | Клімат поселення | Клімат поселення | Клімат поселення | Клімат поселення | Клімат поселення | Клімат поселення | Клімат поселення | Клімат поселення | Клімат поселення | Клімат поселення | Клімат поселення | Клімат поселення |
| Показник                                      | Січ.             | Лют.             | Бер.             | Квіт.            | Трав.            | Черв.            | Лип.             | Серп.            | Вер.             | Жовт.            | Лист.            | Груд.            |                  |
| Середній максимум, °C                         | −8,26            | −4,1             | 1,20             | 10,20            | 17,16            | 21,00            | 20,04            | 19,60            | 14,57            | 9,03             | −1,16            | −7,77            |                  |
| Середня температура, °C                       | −15,16           | −11              | −5,7             | 3,30             | 10,26            | 14,10            | 15,62            | 15,20            | 10,19            | 4,61             | −5,56            | −12,18           |                  |
| Середній мінімум, °C                          | −22,06           | −17,89           | −12,6            | −3,58            | 3,36             | 7,20             | 11,23            | 10,79            | 5,78             | 0,23             | −9,96            | −16,58           |                  |
| Норма опадів, мм                              | 25               | 13               | 19               | 27               | 47               | 92               | 89               | 61               | 39               | 24               | 23               | 17               |                  |
| Середньомісячна швидкість вітру, м/с          | 3.20             | 3.20             | 3.40             | 3.60             | 3.68             | 3.28             | 3.00             | 2.90             | 3.10             | 3.40             | 3.30             | 3.20             |                  |
| Середньомісячна сонячна радіація, кДж/м²·день | 3277             | 6771             | 12195            | 17379            | 20449            | 21873            | 22006            | 18369            | 12428            | 7267             | 3576             | 2386             |                  |
| --------------------------------------------- | ---------------- | ---------------- | ---------------- | ---------------- | ---------------- | ---------------- | ---------------- | ---------------- | ---------------- | ---------------- | ---------------- | ---------------- | ---------------- |
| Джерело:                                      |                  |                  |                  |                  |                  |                  |                  |                  |                  |                  |                  |                  |                  |

## Галерея

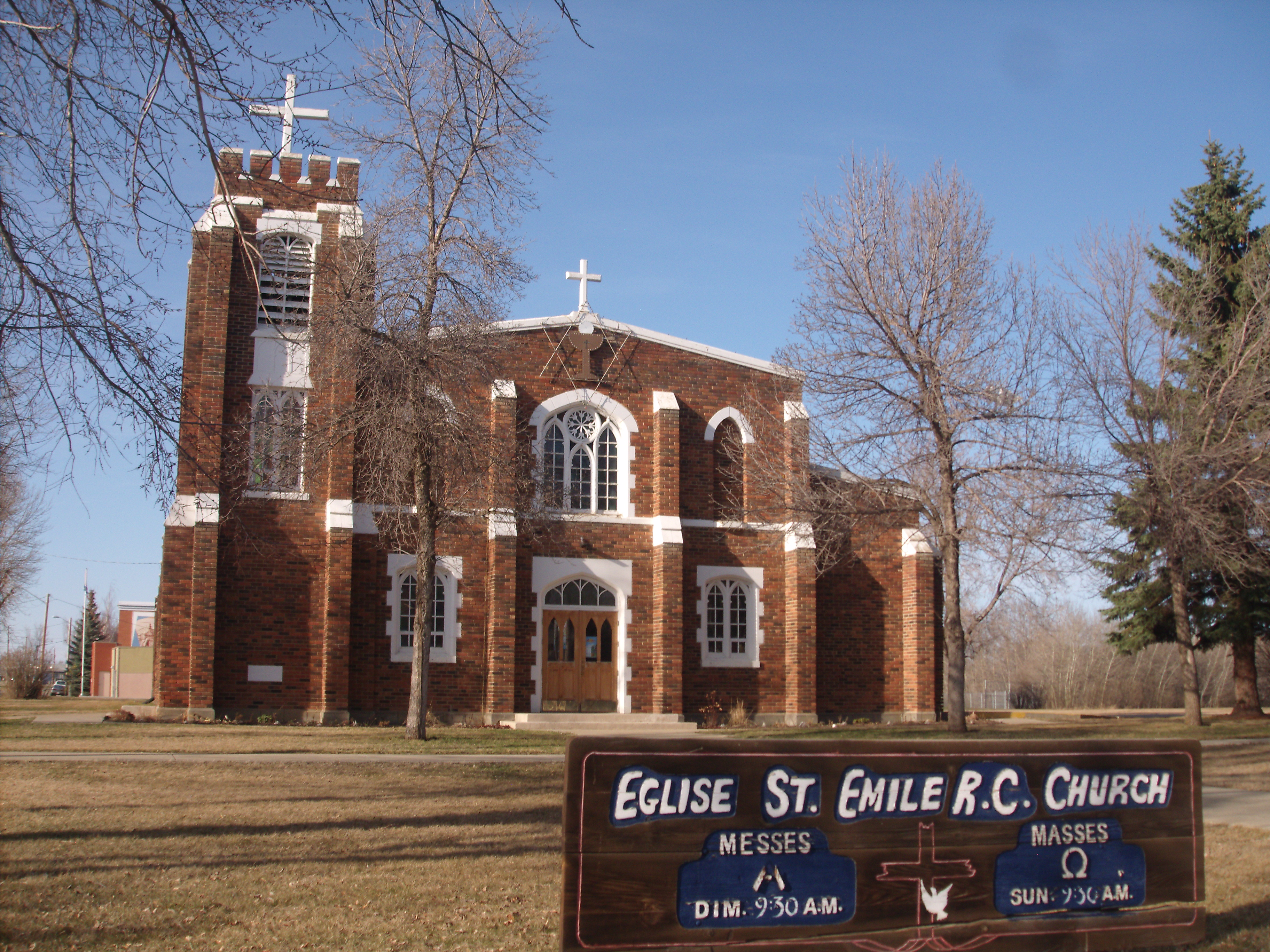
Римо-католицька церква Святої Емілії
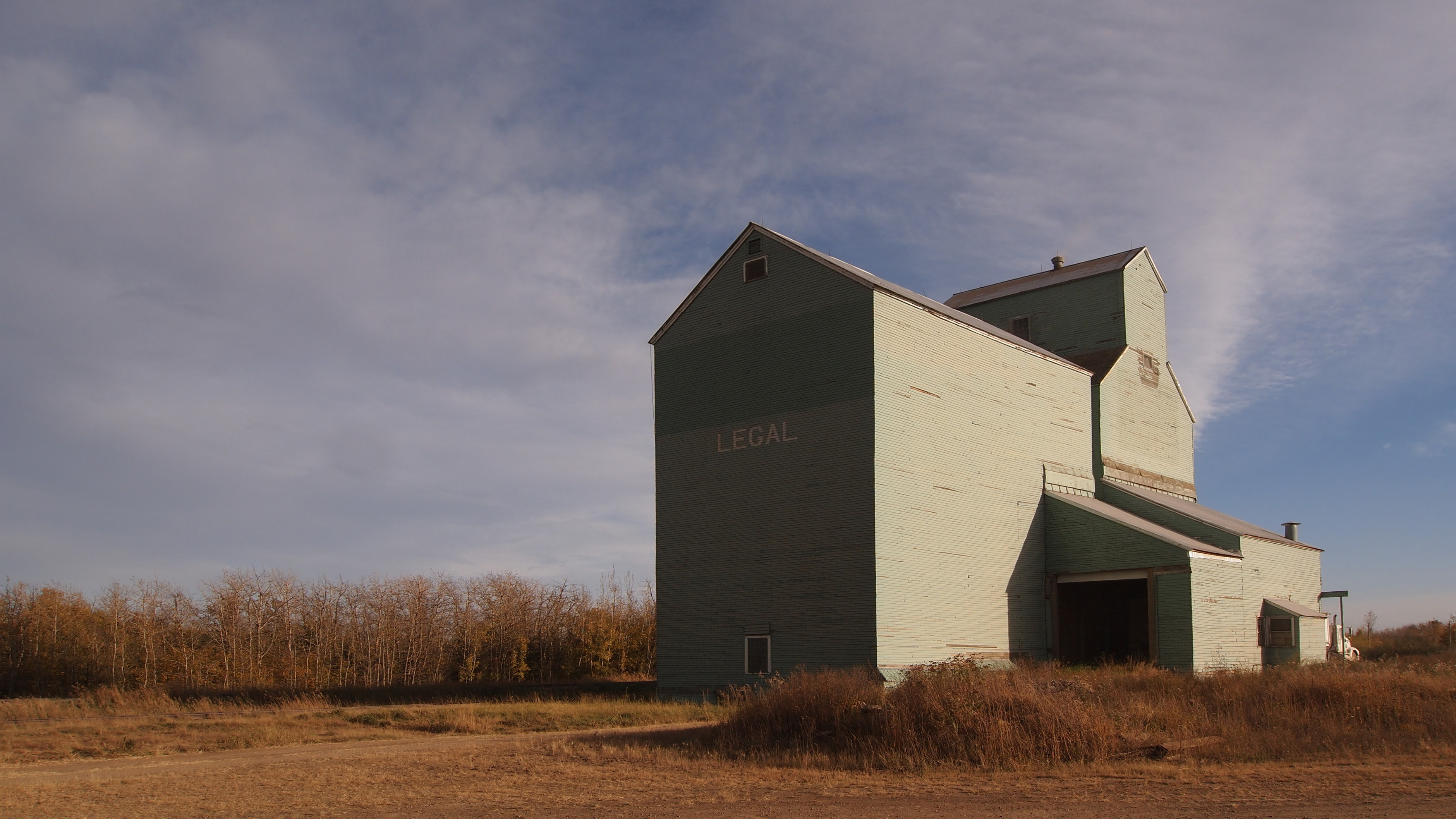
Елеватор